# Charyl Chappuis
Charyl Yannis Chappuis (tiếng Thái: ชาริล ยานนิส ชาปุย; sinh ngày 12 tháng 1 năm 1992) là một cầu thủ bóng đá người Thái Lan lai Thụy Sĩ hiện đang chơi cho Muangthong United ở Giải bóng đá vô địch quốc gia Thái Lan.

## Tiểu sử
Charyl Chappuis sinh ngày 12/1/1992 tại Kloten, cha là người Thụy Sĩ còn mẹ là người Thái Lan.

## Sự nghiệp ban đầu
Chappuis bắt đầu sự nghiệp cầu thủ của mình với CLB quê hương FC Kloten nhưng nhanh chóng chuyển sang chơi cho SC Young Fellows Juventus, trải qua một thời gian trong xếp hạng trẻ của họ. Anh đã di chuyển một lần nữa mặc dù bên Swiss Super League Grasshopper Club đã giành được tiền vệ đầy triển vọng trong tháng 7 năm 2003.

## Thống kê sự nghiệp

### Câu lạc bộ
Tính đến 30 tháng 5 năm 2016
| Câu lạc bộ          | Mùa giải            | Giải đấu | Giải đấu | Cúp quốc gia | Cúp quốc gia | Cúp Liên đoàn | Cúp Liên đoàn | Châu Á | Châu Á | Khác | Khác | Tổng cộng | Tổng cộng |
| Câu lạc bộ          | Mùa giải            | Trận     | Bàn      | Trận         | Bàn          | Trận          | Bàn           | Trận   | Bàn    | Trận | Bàn  | Trận      | Bàn       |
| ------------------- | ------------------- | -------- | -------- | ------------ | ------------ | ------------- | ------------- | ------ | ------ | ---- | ---- | --------- | --------- |
| Grasshopper         | 2010-11             | 0        | 0        | 1            | 0            | —             | —             | —      | —      | —    | —    | 1         | 0         |
| Grasshopper         | Tổng cộng           | 0        | 0        | 1            | 0            | —             | —             | —      | —      | —    | —    | 1         | 0         |
| FC Locarno          | 2011-12             | 26       | 2        | 2            | 0            | —             | —             | —      | —      | —    | —    | 28        | 2         |
| FC Locarno          | Tổng cộng           | 26       | 2        | 2            | 0            | —             | —             | —      | —      | —    | —    | 28        | 2         |
| FC Lugano           | 2012-13             | 16       | 0        | 1            | 0            | —             | —             | —      | —      | —    | —    | 17        | 0         |
| FC Lugano           | Tổng cộng           | 16       | 0        | 1            | 0            | —             | —             | —      | —      | —    | —    | 17        | 0         |
| Buriram United      | 2013                | 16       | 2        | 2            | 0            | 2             | 1             | 6      | 1      | 1    | 0    | 27        | 4         |
| Buriram United      | 2014                | 12       | 0        | —            | —            | 3             | 0             | 5      | 0      | 1    | 0    | 21        | 0         |
| Buriram United      | Tổng cộng           | 28       | 2        | 2            | 0            | 5             | 1             | 11     | 1      | 2    | 0    | 48        | 4         |
| Suphanburi          | 2014                | 17       | 2        | 3            | 0            | —             | —             | —      | —      | —    | —    | 20        | 2         |
| Suphanburi          | 2015                | —        | —        | —            | —            | —             | —             | —      | —      | —    | —    | —         | —         |
| Suphanburi          | 2016                | 21       | 3        | 4            | 0            | 0             | 0             | —      | —      | —    | —    | 21        | 3         |
| Suphanburi          | Tổng cộng           | 38       | 5        | 7            | 0            | 0             | 0             | —      | —      | —    | —    | 45        | 5         |
| Tổng cộng sự nghiệp | Tổng cộng sự nghiệp | 108      | 9        | 13           | 0            | 5             | 1             | 11     | 1      | 2    | 0    | 139       | 11        |

### Bàn thắng quốc tế

#### U-23
| Charyl Chappuis – bàn thắng cho đội tuyển U-23 Thái Lan | Charyl Chappuis – bàn thắng cho đội tuyển U-23 Thái Lan | Charyl Chappuis – bàn thắng cho đội tuyển U-23 Thái Lan | Charyl Chappuis – bàn thắng cho đội tuyển U-23 Thái Lan | Charyl Chappuis – bàn thắng cho đội tuyển U-23 Thái Lan | Charyl Chappuis – bàn thắng cho đội tuyển U-23 Thái Lan | Charyl Chappuis – bàn thắng cho đội tuyển U-23 Thái Lan | Charyl Chappuis – bàn thắng cho đội tuyển U-23 Thái Lan |
| #                                                       | Ngày                                                    | Địa điểm                                                | Đối thủ                                                 | Bàn thắng                                               | Kết quả                                                 | Giải đấu                                                |                                                         |
| ------------------------------------------------------- | ------------------------------------------------------- | ------------------------------------------------------- | ------------------------------------------------------- | ------------------------------------------------------- | ------------------------------------------------------- | ------------------------------------------------------- | ------------------------------------------------------- |
| 1.                                                      | 14 tháng 5 năm 2014                                     | Bangkok, Thái Lan                                       | Myanmar                                                 | 1–0                                                     | 1–0                                                     | Giao hữu                                                |                                                         |
| 2.                                                      | 31 tháng 8 năm 2014                                     | Phuket, Thái Lan                                        | U-19 Myanmar                                            | 2–1                                                     | 8–1                                                     | Giao hữu                                                |                                                         |
| 3.                                                      | 31 tháng 8 năm 2014                                     | Phuket, Thái Lan                                        | U-19 Myanmar                                            | 8–1                                                     | 8–1                                                     | Giao hữu                                                |                                                         |
| 4.                                                      | 7 tháng 9 năm 2014                                      | Phuket, Thái Lan                                        | Qatar                                                   | 2–0                                                     | 2–0                                                     | Giao hữu                                                |                                                         |

#### Đội tuyển quốc gia
| #  | Ngày                 | Địa điểm                                                  | Đối thủ   | Bàn thắng | Kết quả | Giải đấu     |
| -- | -------------------- | --------------------------------------------------------- | --------- | --------- | ------- | ------------ |
| 1. | 25 tháng 5 năm 2014  | Sân vận động Rajamangala, Bangkok, Thái Lan               | Kuwait    | 1–1       | 1–1     | Giao hữu     |
| 2. | 23 tháng 11 năm 2014 | Sân vận động Quốc gia, Kallang, Singapore                 | Singapore | 2–1       | 2–1     | AFF Cup 2014 |
| 3. | 26 tháng 11 năm 2014 | Sân vận động Jalan Besar, Kallang, Singapore              | Malaysia  | 2–2       | 3–2     | AFF Cup 2014 |
| 4. | 17 tháng 12 năm 2014 | Sân vận động Rajamangala, Bangkok, Thái Lan               | Malaysia  | 1–0       | 2–0     | AFF Cup 2014 |
| 5. | 20 tháng 12 năm 2014 | Sân vận động Quốc gia Bukit Jalil, Kuala Lumpur, Malaysia | Malaysia  | 1–3       | 2–3     | AFF Cup 2014 |

## Danh hiệu

### Quốc tế
Đội tuyển quốc gia Thái Lan
- AFF Cup Vô địch (1): 2014

U-23 Thái Lan
- Sea Games  Huy chương vàng (1): 2013

U-17 Thụy Sĩ
- World Cup U-17 Vô địch (1): 2009

### Câu lạc bộ
Buriram United
- Thai Premier League Vô địch (1): 2013
- Thai FA Cup Vô địch (1): 2013
- Thai League Cup Vô địch (1): 2013
- Kor Royal Cup Vô địch (2): 2013, 2014